# Georgios Gennimatas
Georgios Gennimatas (en griego, Γεώργιος Γεννηματάς, nació en 1873 en Laconia; fecha de muerte desconocida) fue un atleta griego. Compitió en los Juegos Olímpicos de Atenas 1896.
Gennimatas se ubicó en la cuarta posición en su ronda clasificatoria de la carrera de los 100 metros llanos, del programa de atletismo de los Juegos Olímpicos de Atenas 1896, sin poder avanzar a la final.